# Чемпионат России по самбо среди женщин 2008
Чемпионат России по самбо среди женщин 2008 года проходил в городе Астрахань с 12 по 16 сентября.

## Медалисты
| Весовая категория | Золото                                   | Серебро                       | Бронза                                                           |
| ----------------- | ---------------------------------------- | ----------------------------- | ---------------------------------------------------------------- |
| до 48 кг          | Елена Бондарева Москва                   | Кристина Квачан Владивосток   | Зинаида Борисова Брянск Елена Пак Тула                           |
| до 52 кг          | Сусанна Мирзоян Пенза                    | Диана Алиева Выкса            | Мария Проскура Москва Мария Румянцева Березники                  |
| до 56 кг          | Марина Корнеева Югра                     | Наталья Арановская Лабинск    | Людмила Егорова Смоленск Жанна Станкевич Москва                  |
| до 60 кг          | Арина Пчелинцева Тверь                   | Олеся Кондратьева Ангарск     | Яна Костенко Владивосток Екатерина Нуждина Ярославль             |
| до 64 кг          | Екатерина Гольберг Астрахань             | Анна Булавина Санкт-Петербург | Юлия Семёнова Калуга Наталья Мельникова Брянск                   |
| до 68 кг          | Марина Баранова Пермь                    | Ольга Усольцева Рязань        | Светлана Семёнова Калуга Светлана Аверушкина Пермь               |
| до 72 кг          | Светлана Галянт Петропавловск-Камчатский | Оксана Герзанич Астрахань     | Олеся Овсейчук Казань Екатерина Денисенкова Брянск               |
| до 80 кг          | Анна Субботина Санкт-Петербург           | Алёна Качоровская Волжский    | Елена Грабова Бузулук Надежда Еремеева Ектеринбург               |
| свыше 80 кг       | Ирина Родина Пермь                       | Эльмира Викилова Пермь        | Светлана Федосеенко Новосибирск Анастасия Компаниец Екатеринбург |

## Командное первенство

### По регионам
1. Пермский край;
2. Астраханская область;
3. Приморский край.

### По округам
1. Приволжский федеральный округ;
2. Центральный федеральный округ;
3. Южный федеральный округ;